# Blumea hieraciifolia
Blumea hieraciifolia là một loài thực vật có hoa trong họ Cúc. Loài này được (D.Don) DC. mô tả khoa học đầu tiên năm 1834.